# Гампер, Патрик
Патрик Гампер (нем. Patrick Gamper); (род. 18 февраля 1997, Мюнстер, Тироль) — австрийский профессиональный шоссейный велогонщик, выступающий c 2020 года за команду мирового тура  «Bora-Hansgrohe».

## Карьера
Патрик Гампер в 2016 - 2019 годах выступал за  континентальные велокоманды  Polartec-Kometa и Tirol-KTM. С 1 января 2020 года велогонщик присоединяется к команде мирового тура Bora-Hansgrohe, контракт рассчитан на два года (2020 и 2021).

Патрик Гампер: «Должен сказать, что переход в команду Мирового тура для меня самого стал фантастическим сюрпризом, а ещё больше захватывает, что я присоединюсь к команде моей мечты – Bora-hansgrohe. Конечно, я с огромным уважением отношусь к задаче, которая ждёт меня впереди.  Выступление на уровне Мирового тура – совсем другой опыт, но, думаю, переход на этот новый уровень должен пройти гладко, так как я буду работать в одной из лучших команд пелотона. С нетерпением жду знакомства с командой. Bora-hansgrohe – команда профессионалов высокого уровня, я буду там в очень хороших руках. Мне будет легче привыкнуть, учитывая, что в команде уже выступает несколько австрийских гонщиков. Я очень взволнован и с огромным нетерпением хочу встретить новый вызов. Уверен, что получу лучшую поддержку».

## Достижения
2014
1-й  Чемпион Австрии — Индивидуальная гонка (юниоры)
2015
1-й  Чемпион Австрии — Индивидуальная гонка (юниоры)
9-й Чемпионат Европы  — Индивидуальная гонка (юниоры)
2016
1-й  Чемпион Австрии — Индивидуальная гонка U23
1-й — Этап 7 Тур Сербии
7-й Чемпионат Австрии — Индивидуальная гонка
2017
2-й Чемпионат Австрии — Индивидуальная гонка U23
3-й Гран-при Райффайзен
6-й Чемпионат Европы — Индивидуальная гонка U23
6-й Чемпионат Австрии — Индивидуальная гонка
2018
2-й Чемпионат Австрии — Индивидуальная гонка U23
7-й Чемпионат Австрии — Индивидуальная гонка
9-й Чемпионат Европы — Индивидуальная гонка U23
2019
1-й  Чемпион Австрии — Индивидуальная гонка U23
1-й Grand Prix Industrie del Marmo
1-й — Этап 2 Tour du Frioul-Vénétie Julienne
2-й Всемирные военные игры — Индивидуальная гонка
2-й Чемпионат Австрии — Индивидуальная гонка
2-й Трофей Пореча
3-й Дуо Норман вместе с Маттиасом Брендле
8-й Всемирные военные игры — Групповая гонка